# Liste der Stolpersteine in Berlin-Reinickendorf
Die Liste der Stolpersteine in Berlin-Reinickendorf enthält die Stolpersteine im Berliner Ortsteil Reinickendorf, die an das Schicksal der Menschen erinnern, die im Nationalsozialismus ermordet, deportiert, vertrieben oder in den Suizid getrieben wurden. Die Spalten der Tabelle sind selbsterklärend. Die Tabelle erfasst insgesamt 44 Stolpersteine und ist teilweise sortierbar; die Grundsortierung erfolgt alphabetisch nach dem Familiennamen.
| Bild | Name                 | Adresse und Koordinate ()                                  | Adresse und Koordinate () | Verlegedatum  | Leben |
| ---- | -------------------- | ---------------------------------------------------------- | ------------------------- | ------------- | --- |
|      | Frieda Antonius      | Eichborndamm 84                                            | 52.575556 13.315          | 23. Juli 2012 | Frieda Antonius wurde am 28. Januar 1909 als Frieda Sabat in Wedding geboren. Sie wohnte zuletzt mit ihrem Mann Walter Antonius bei ihrem Vater Ludwig Sabat. Sie arbeitete bei den Siemens-Schuckertwerken und wurde während der so genannten Fabrikaktion durch die Gestapo festgenommen und zunächst in das Sammellager Berlin-Mitte in der Großen Hamburger Straße 26 gebracht. Von dort wurde sie am 1. März 1943 mit dem 31. Osttransport nach Auschwitz deportiert, wo sie als verschollen gilt. |
|      | Walter Antonius      | Eichborndamm 84                                            | 52.575556 13.3151         | 23. Juli 2012 | Walter Antonius wurde am 14. November 1912 in Berlin geboren. Der gelernte Autoschlosser lebte mit seiner Ehefrau Frieda bei seinem Schwiegervater Ludwig Sabat. Nach der Festnahme seiner Ehefrau Ende Februar 1943 tauchte er unter und lebte bis zum Oktober 1944 in Berlin, bis er am 12. Oktober durch die Gestapo festgenommen wurde. Er wurde in das Sammellager in der Schulstraße 78 im damaligen Postbezirk N 65 (Berlin-Wedding) gebracht, von wo aus er noch am gleichen Tag mit dem 58. Osttransport nach Auschwitz deportiert wurde. Dort wurde er nicht gleich ermordet, sondern als Häftling aufgenommen und am 30. Oktober 1944 dem Außenlager Niederorschel zugeteilt, später wurde er in das KZ Buchenwald überstellt. Walter Antonius gilt als verschollen. |
|      | Martha Becker        | Nordbahnstraße 34 (ehem. Kolonie Am Wasserturm)            | 52.572312 13.37525        | 4. Mai 2004   | Martha Becker wurde am 23. Oktober 1878 in Bomst als Martha Gebauer geboren. 1903 heiratete sie das erste Mal und lebte mit ihrem Ehemann als Ehepaar Lampka in der Markusstraße in Friedrichshain. Ihr erster Ehemann fiel während des Ersten Weltkriegs. Sie heiratete somit am 10. Februar 1920 ein zweites Mal und hieß seitdem Becker. Bis zum Jahr 1927, in dem ihr Ehemann starb, wohnte sie in der Schöningstraße in Wedding. Als sie am 1. Februar 1934 vom Bezirksamt Reinickendorf in die Wittenauer Heilstätten eingewiesen wurde, wohnte sie in einer Gartenlaube der Kolonie Am Wasserturm an der Nordbahnstraße in Reinickendorf. Sie war Nachbarn durch „unsinnige Handlungen“ aufgefallen und wurde als „schmutzig und verwahrlost“ beschrieben. Als Diagnose wurde bei ihrer Aufnahme eine „Geistesstörung“ notiert. Martha Becker wurde am 17. Januar 1935 in die Landesanstalt Neuruppin verlegt, wo im Mai 1935 untersucht wurde, ob ihre Krankheit vererbbar ist. Man kam zu dem Schluss, dass dies nicht so sei, weshalb sie sich keiner Zwangssterilisation unterziehen musste. Der letzte Eintrag in der Krankenakte von Martha Becker ist datiert auf den 8. August 1940 und verfügt ihre Verlegung „in eine andere Anstalt“. Dieser Eintrag in Verbindung mit dem Datum des Abtransports lässt darauf schließen, dass Martha Becker in der Tötungsanstalt Brandenburg im Rahmen der Aktion T4 ermordet wurde. |
|      | Marie Beuster        | Haßlingerweg 9                                             | 52.559667 13.366622       | 5. Mai 2003   | Marie Beuster wurde am 18. Februar 1878 in Berlin als Marie Kersten geboren und evangelisch getauft. Nach dem Besuch der Volksschule wurde sie zur Zuschneiderin ausgebildet. Nach ihrer Heirat im Jahr 1901 wurde sie 1904 Mutter eines Sohnes. Am 18. Mai 1907 wurde sie in die Wittenauer Heilstätten überwiesen und in Haus 8 aufgenommen, dort wurde ihr Schizophrenie diagnostiziert. Nach einem Aufenthalt von 278 Tagen wurde sie wieder entlassen, der Krankenakte nach „mit gebessertem Zustand“. Erst am 11. November 1939, also mehr als 30 Jahre später, wurde Marie Beuster erneut in die Wittenauer Heilstätten eingewiesen. Nach Schilderungen ihres Ehemannes sei sie erst zwei Tage vorher auffällig geworden, bis dahin hätten sich keine Anzeichen der Erkrankung gezeigt. Im August 1940 wurde sie zunächst auf Wunsch der Familie wieder entlassen; da der Ehemann ihre Pflege jedoch nicht gewährleisten konnte, wurde sie im November 1940 wurde in die Heilstätten eingewiesen. Sie wurde dort mit Hausarbeit und dem Zupfen von Lumpen beschäftigt, bis sie am 15. Januar 1943 zur „Verlegung in die Provinz“ vorgeschlagen wurde. Diese Formulierung bedeutete eine Verlegung in die Heil- und Pflegeanstalt Obrawalde. Am 29. Januar 1943 wurde sie in diese Anstalt verlegt, die zu dieser Zeit bereits zu einer Tötungsanstalt ausgebaut war. Gemäß der Krankenakte aus Obrawalde starb Marie Beuster am 13. April 1943 an Altersschwäche, es ist jedoch davon auszugehen, dass dieser Eintrag zur Täuschung der Angehörigen gefälscht wurde und sie tatsächlich mit einer Medikamentenüberdosis vergiftet wurde. |
|      | Anna Beuthke         | Quäkerstraße 28 (Ecke Otisstraße)                          |                           | 7. Juni 2013  | |
|      | Charlotte Beuthke    | Quäkerstraße 28 (Ecke Otisstraße)                          |                           | 7. Juni 2013  | |
|      | Ernst Beuthke        | Quäkerstraße 28 (Ecke Otisstraße)                          |                           | 7. Juni 2013  | |
|      | Friedrich Beuthke    | Quäkerstraße 28 (Ecke Otisstraße)                          |                           | 7. Juni 2013  | |
|      | Richard Hugo Beuthke | Quäkerstraße 28 (Ecke Otisstraße)                          |                           | 7. Juni 2013  | |
|      | Walter Beuthke       | Quäkerstraße 28 (Ecke Otisstraße)                          |                           | 7. Juni 2013  | |
|      | Marjanna Block       | Kühleweinstraße 69                                         | 52.566111 13.37           | 7. Juni 2005  | Geboren am 4. Dezember 1929; Gestorben am 26. Oktober 1943 in der Heil- und Pflegeanstalt Obrawalde |
|      | Wolfgang Blütke      | Scharnweberstraße 140                                      | 52.562553 13.33011        | 23. Okt. 2004 | Geboren am 4. März 1930; Gestorben am 3. April 1944 in der Heil- und Pflegeanstalt Obrawalde |
|      | Fritz Bombis         | Schillingstraße 43                                         | 52.566944 13.320556       | 23. Okt. 2004 | Geboren am 14. April 1910; Gestorben am 26. Juli 1942 in der Heil- und Pflegeanstalt Obrawalde |
|      | Emma Drose           | Büdnerring 34                                              | 52.573611 13.371944       | 5. Mai 2003   | Emma Dröse wurde am 17. November 1901 in Manchenguth in Ostpreußen (heute Mańki in der polnischen Gmina Olsztynek) als Emma Krajewski geboren. Nach dem Besuch der Volksschule arbeitete sie zwölf Jahre lang als Köchin. Sie kam 1920 nach Berlin und heiratete dort 1929. Sie wohnte zusammen mit ihrem Mann und ihren drei kleinen Kindern in der Gartenkolonie Gießkanne. Im Sommer 1942 wurde sie zweimal stationär im Erwin-Liek-Krankenhaus aufgenommen. Dort wurden „schlechte eheliche Verhältnisse“ für die psychoneurotischen Leiden von Emma Dröse verantwortlich gemacht, sie selbst sprach von Misshandlungen durch ihren Ehemann. Dieser setzte am 10. November 1942 ihre Zwangseinweisung in die Wittenauer Heilstätten durch. Er hatte an das Gesundheitsamt einen Brief geschrieben, in dem er schilderte, dass seine Frau unter Tobsuchtsanfällen leide und er Angst um sich und seine Kinder habe. Im Aufnahmebericht der Heilstätten werden deutliche Zeichen von Misshandlungen vermerkt, dies wird jedoch während ihres weiteren Aufenthalts nicht mehr thematisiert, obwohl sie erneut behauptete, von ihrem Ehemann geschlagen worden zu sein. Als Diagnose wurde letztendlich eine „klimakterische Psychose“ gestellt, was im krassen Widerspruch zu den Diagnosen aus ihren vorherigen stationären Behandlungen steht. Ende November 1942 wurde Emma Dröse innerhalb der Heilstätten in ein anderes Haus verlegt, sie weigerte sich, zu sprechen und zu essen. Am 11. Dezember 1942 wurde ihre Verlegung in die Heil- und Pflegeanstalt Obrawalde vorgeschlagen, am 29. Dezember 1942 fand dieser Transport statt. In Obrawalde selbst findet sich nur ein Eintrag über ihre Verlegung sowie ihr Todesdatum. Als Todesursache wird „Entkräftung nach dauernder Nahrungsverweigerung“ angegeben, es muss jedoch davon ausgegangen werden, dass ihr gezielt Nahrung vorenthalten wurde. |
|      | Heinz Drzymala       | Gamsbartweg 12                                             | 52.572778 13.364444       | 6. März 2009  | Geboren am 17. Februar 1918 in Berlin, arbeitete bei Alfred Teves Maschinen- und Armaturenfabrik in der Hermsdorfer Straße, hingerichtet am 27. November 1944 im Zuchthaus Brandenburg |
|      | Mathilde Felten      | Saturnstraße 1 Ecke Nordlichtstraße                        | 52.564387 13.32083        | 5. Mai 2003   | Mathilde Luise Felten wurde am 13. März 1861 in Selchow in der Provinz Pommern (heute Żelichowo in der polnischen Gmina Widuchowa) geboren. Ihr Mann starb im Alter von 55 Jahren an einem Lungenleiden, von ihren acht Kindern waren zwei bereits als Kleinkinder gestorben, zwei weitere fielen im Ersten Weltkrieg. Zusammen mit einer ihrer Töchter wohnte sie in der Laubenkolonie Am Tegeler Schießplatz. Aufgrund eines Bronchialkatarrhs wurde sie im Winter 1942/1943 in das Hufeland-Hospital auf dem Gelände der Heilanstalten in Berlin-Buch aufgenommen. Dort verblieb Martha Felten, die zu diesem Zeitpunkt offenbar schon pflegebedürftig war, ein halbes Jahr, bevor sich ihr psychischer Zustand im Sommer 1943 verschlechterte. Am 3. August 1943 wird in ihrer Krankenakte vermerkt: „Völlig dement, stört die Stationsarbeit“. Daraufhin wird sie noch am selben Tag in die Wittenauer Heilstätten verlegt, wo bei ihrer Aufnahme die Diagnose „Senile Demenz“ gestellt wird. Bis zum Dezember 1943 verschlechterte sich ihr Zustand weiter, sie wurde als verwirrt geschildert und war bettlägerig. Am 6. Dezember 1943 wurde sie zur Verlegung in die Heil- und Pflegeanstalt Obrawalde vorgeschlagen, wo sie am 8. Dezember 1943 mit einem Sammeltransport ankam. In Martha Feltens Krankenakte wurde ihr Tod am 10. Dezember 1943 auf eine Herzmuskelschwäche zurückgeführt, es ist jedoch davon auszugehen, dass dieser Eintrag zur Täuschung der Angehörigen gefälscht wurde und sie tatsächlich mit einer Medikamentenüberdosis vergiftet wurde. Das Todesdatum auf dem Stolperstein (10. September 1943) ist falsch. |
|      | Gertrud Grell        | Kienhorststraße 34                                         | 52.573611 13.329722       | 5. Mai 2003   | Gertrud Grell wurde am 24. Oktober 1902 in Dresden als Gertrud Thielemann geboren und evangelisch getauft. Sie besuchte die Volksschule, heiratete 1927 Walter Grell und wurde zwei Jahre später Mutter einer Tochter. Ihr Mann war Soldat, sie arbeitete als Stationsgehilfin im Luftwaffenkrankenhaus der Hermann-Göring-Kaserne. Am 4. September 1943 wurde Gertrud Grell durch das Rudolf-Virchow-Krankenhaus in die Wittenauer Heilstätten eingewiesen, zuvor stand sie bereits unter der Pflegschaft ihres Ehemanns. Seit 1935 litt sie unter Schwerhörigkeit und Ohrengeräuschen, bei ihrer Aufnahme in die Heilstätten wurden ihr Depressionen und Suizidgefahr attestiert. Sie wurde dann mit der Diagnose „Geistesstörung“ in Haus 4 aufgenommen. Sowohl Gertrud Grell selbst als auch ihre Angehörigen waren nicht einverstanden mit der Überweisung in die Heilstätten, so dass sie am 13. September 1943 gegen den ärztlichen Rat in die Wohnung des Bruders entlassen wurde. Am 1. Oktober 1943 wurde sie von ihrem Bruder jedoch wieder in die Wittenauer Heilstätten gebracht, die darauf folgenden Einträge in ihrer Krankenakte ergeben, dass sie offenbar unter Angstzuständen und starken Schuldgefühlen gegenüber ihrer Tochter litt, besonders im Umfeld von Luftangriffen. Am 21. Januar 1944 versuchte sie sich mit einem Löffel die Pulsader aufzuschneiden, woraufhin ihr eine Elektroschocktherapie verordnet wurde. Der Krankenakte zufolge soll diese Behandlung den Zustand von Gertrud Grell gebessert haben. Auf Wunsch der Angehörigen sollte sie aus Berlin weg verlegt werden, um den Luftangriffen zu entgehen. In den Unterlagen ist vermerkt: „Ehemann wäre mit einer Evakuierung einverstanden.“ – „Wird auf Wunsch des Ehemanns in die Provinz verlegt, mit dem Ziele der Entlassung.“ Gertrud Grell wurde am 11. Februar 1944 mit einem Frauentransport in die Heil- und Pflegeanstalt Obrawalde transportiert. Dort gibt es nur einen einzigen Eintrag in ihre Krankenakte, demzufolge sie „übersät mit kleinen und größeren Eiterpusteln“ dort ankam. Dies passt zwar zu den Angaben ihres Todes am 22. Februar 1944, wo als Todesursache eine „Sepsis im Anschluss an Furunkulose“ angegeben wird. Da sich jedoch keine Anzeichen für solch eine Erkrankung vor ihrer Verlegung nach Obrawalde finden, muss davon ausgegangen werden, dass dieser Eintrag zur Täuschung der Angehörigen gefälscht wurde und sie tatsächlich mit einer Medikamentenüberdosis vergiftet wurde. |
|      | Rudolf Eugen Grieb   | Eichborndamm 24                                            | 52.570278 13.313056       | 23. Juli 2012 | Rudolf Eugen Grieb wurde am 7. November 1904 in Vaihingen geboren. Nach seiner Lehre als Mechaniker war er in diesem Beruf und als Maschinenschlosser tätig. Seine Frau Frieda Grieb, geborene Bielefeld, brachte einen Sohn mit in die Ehe, der am 14. August 1944 als Soldat fiel. Rudolf Grieb arbeitete zuletzt bei den Deutschen Waffen- und Munitionsfabriken im Borsigwalder am Eichborndamm. Obwohl er selbst keiner Partei angehörte, war er Gründungsmitglied einer illegalen Betriebsgruppe der KPD. Die Gruppe, die auch zu anderen Widerstandsgruppen Kontakt hielt, sammelte Geld und Informationen und veröffentlichte Flugblätter gegen den Krieg und den Nationalsozialismus. Nach einer Unterwanderung durch die Gestapo wurden die Mitglieder der Gruppe am 4. Februar 1943 verhaftet. Grieb wurde zunächst in der Strafanstalt Landsberg inhaftiert, von wo aus er ins Strafgefängnis Berlin-Plötzensee gebracht wurde, bevor er im KZ Sachsenhausen interniert wurde. Die Anklage gegen ihn und 13 weitere Personen wurde am 15. Februar 1944 erhoben. Rudolf Grieb wurde vorgeworfen, „staatsfeindlich“ eingestellt zu sein und entsprechende Gespräche in der Kantine seines Arbeitsplatzes geführt zu haben. Weiter soll er im Januar 1942 bei einem Treffen mit Walter Budeus die „Bildung einer örtlichen und Reichs-Organisationsleitung“ und die „Schaffung einer neuen deutschen Regierung unter Beteiligung deutscher Emigranten“ vorbereitet haben. Bis auf eine Person wurden alle Angeklagten dieses Prozesses vom Volksgerichtshof zum Tod verurteilt, Rudolf Grieb wurde am 21. August 1944 im Zuchthaus Brandenburg hingerichtet. |
|      | Herbert Gürtzig      | Emmentaler Straße 74                                       |                           | 5. Dez. 2017  | am 12. Mai 1939 wegen seiner Homosexualität verhaftet, Aufenthalte im Emslandlager III und im Zuchthaus Brandenburg-Görden, Gestorben am 21. Januar 1942 im Konzentrationslager Sachsenhausen |
|      | Bertha Heckendorf    | Zermatter Straße 16                                        | 52.565759 13.34998        | 5. Mai 2003   | Bertha Heckendorf wurde am 10. Februar 1887 in Julienbruch im Kreis Labiau als Bertha Westphal geboren und evangelisch getauft. Die Tochter eines Landwirts heiratete 1910 einen Postboten, mit dem sie sechs Kinder hatte. Sie wurde am 27. März 1942 in die Nervenklinik der Charité aufgenommen, wo eine hochgradige Demenz diagnostiziert wurde. Bertha Heckendorf befand sich seit dem Jahr 1916 in ärztlicher Behandlung. Damals waren nicht nur zwei ihrer Brüder im Ersten Weltkrieg gefallen, sondern auch Bertha Heckendorfs älteste Tochter, die Mutter und ein weiterer ihrer Brüder gestorben. Nach der Geburt ihres jüngsten Kindes 1926 hatte sich ihr Gesundheitszustand nach Angaben ihres Ehemanns stark verschlechtert, so hätte sie nicht mehr den Haushalt versorgt. Dem entgegen stehen die Angaben zweier Kinder des Paares, die zwar bestätigten, dass Bertha Heckendorf nach der letzten Geburt sehr schwach war, aber auch angaben, dass sie sich dennoch um die Kinder und den Haushalt gekümmert habe. Vielmehr habe der Vater alles Geld vertrunken und die Mutter geschlagen. Eine junge Witwe, die er während eines dienstlichen Aufenthalts in Polen kennen gelernt hatte, stellte der Vater als Wirtschafterin an und teilte mit ihr das Schlafzimmer, wohingegen seine Ehefrau eine eigene Kammer besaß, die sie nach den Angaben der Kinder nicht verlassen durfte. Nachdem Bertha Heckendorf am 20. April 1942 auf Wunsch des Ehemannes in die Wittenauer Heilstätten verlegt wurde, reichte er die Scheidung ein. Am 3. Oktober 1942 wurde sie zur Verlegung in die Heil- und Pflegeanstalt Obrawalde vorgeschlagen, der entsprechende Transport fand am 6. Oktober 1942 statt. In Obrawalde werden nur zwei Einträge in ihre Krankenakte verfasst, einer davon bezieht sich auf ihren Tod am 20. April 1943. Als Todesursache wird eine Herzschwäche bei Bronchitis angegeben, die darauf zurückzuführen ist, dass sie während ihres Aufenthaltes sechs Kilogramm abgenommen habe. Die Begleitumstände lassen jedoch darauf schließen, dass dieser Eintrag gefälscht wurde und sie tatsächlich mit einer Medikamentenüberdosis vergiftet wurde. |
|      | Berta Jacoby         | Engelmannweg 86                                            | 52.56687 13.31846         | 19. Nov. 2021 | Geboren 1905 in Kattowitz; Physikerin; Gestorben am 10. Februar 1942 in der Gaskammer der Tötungsanstalt Bernburg; ihre Asche wurde von Angehörigen auf dem Jüdischen Friedhof Weißensee bestattet. |
|      | Anna Kalus           | Waldowstraße 10                                            | 52.572222 13.334722       | 7. Juni 2005  | Geboren am 5. April 1905; Gestorben am 14. Januar 1944 in der Heil- und Pflegeanstalt Obrawalde |
|      | Walter Keiner        | Provinzstraße 48                                           | 52.569167 13.379167       | 5. Mai 2003   | Walter Keiner wurde am 15. Juli 1904 in Berlin als Sohn von Heinrich und Klara Keiner geboren. Etwa seit 1930 wohnten die Eltern in der Provinzstraße 48. Im Alter von 18 Monaten erkrankte Walter Keiner an einer Hirnhautentzündung, als Folge dessen litt er unter Epilepsie und ihm wurde ein Hirnschaden diagnostiziert. Seit seinem fünften Lebensjahr war Walter Keiner in mehreren Anstalten untergebracht, die erste Station war das Erziehungsheim der Irrenanstalt Dalldorf, wo er in einer so genannten Idiotenschule unterrichtet wurde. Als er später mit 26 Jahren in die Wittenauer Heilstätten aufgenommen wurde, bewertete man seine Intelligenz und sein Wissen und bescheinigte ihm den Stand eines Neunjährigen. In den verschiedenen Akten zu Walter Keiner lassen sich mehrfach Hinweise darauf finden, dass seine Eltern sich stark für ihn einsetzten und sich immer wieder über körperliche Misshandlungen durch das Pflegepersonal beschwerten. Diese Beschwerden, teils sogar dem Oberbürgermeister vorgetragen, wurden jedoch von den untersuchenden Stellen als „bei der schwer zu behandelnden Unart der Jungen erklärlich“ betrachtet, so dass es offenbar keine Konsequenzen aus den Beschwerden gab. Dies hielt Walter Keiners Eltern jedoch nicht davon ab, sich weiter kritisch mit der Pflege ihres Sohnes auseinanderzusetzen, so dass bei der Aufnahme in die Anstalt für Epileptische Wuhlgarten vermerkt wird: „einsichtslose, querulantische Eltern“. Während der 1930er-Jahre holten ihn seine Eltern wiederholt für einige Tage nach Hause, vor allem an den hohen Feiertagen wie Weihnachten, Ostern und Pfingsten. Vorher war der Versuch, ihn vollständig zu Hause zu betreuen, gescheitert. In der Folgezeit finden sich immer wieder Einträge, die darauf schließen lassen, dass Walter Keiner als schwieriger Patient galt, er wurde als jähzornig und reizbar beschrieben. Bis zum 28. März 1940 finden sich Eintragungen in Walter Keiners Krankenakte, am 15. Juli 1940 wurde er im Zuge der Aktion T4 in der Tötungsanstalt Brandenburg ermordet. |
|      | Meta Ida Liemann     | Granatenstraße 2                                           | 52.568889 13.379444       | 7. Juni 2005  | Geboren am 17. September 1886; Gestorben am 21. April 1944 in der Heil- und Pflegeanstalt Obrawalde |
|      | Daniel Marcuse       | Luisenweg 10                                               | 52.575556 13.353333       | 22. Aug. 2006 | Geboren am 22. Januar 1921; Gestorben am 17. November 1941, deportiert 1941 nach Kowno |
|      | Lilli Marcuse        | Luisenweg 10                                               | 52.575555 13.353333       | 22. Aug. 2006 | Geboren am 25. Mai 1893 als Lilli Zippert; Gestorben am 28. Dezember 1941, deportiert 1941 nach Kowno |
|      | Mirjam Marcuse       | Luisenweg 10                                               | 52.575557 13.353333       | 22. Aug. 2006 | Geboren am 12. September 1924; Gestorben am 28. Dezember 1941, deportiert 1941 nach Kowno |
|      | Günter Meinhardt     | Hoppestraße 33                                             |                           | 24. Sep. 2016 | deportiert am 3. März 1943 mit dem 33. Osttransport nach Auschwitz, ermordet lt. Krematoriumsverzeichnis am 26. März 1943 |
|      | Siegmund Müller      | Residenzstraße 46                                          |                           | 8. Aug. 2014  | |
|      | Friedrich Nitschke   | Lindauer Allee 17                                          | 52.573333 13.355833       | 6. März 2009  | Geboren am 27. Februar 1906 in Staßfurt, Feinmechaniker und Besitzer einer kinotechnischen Werkstatt in der Prinzenstraße 42, hingerichtet am 29. Januar 1945 im Zuchthaus Brandenburg |
|      | Franz Pieper         | Emmentaler Straße 101                                      | 52.571111 13.3625         | 6. März 2009  | Geboren am 14. September 1904 in Berlin, Mechaniker bei der AEG in Reinickendorf in der Drontheimer Straße, hingerichtet am 13. April 1945 im Strafgefängnis Berlin-Plötzensee |
|      | Ludwig Sabat         | Eichborndamm 84                                            | 52.575556 13.3149         | 23. Juli 2012 | Ludwig Sabat wurde am 15. August 1878 in Wien geboren. Wann genau der Klempnermeister nach Berlin zog, lässt sich nicht mehr ermitteln. Das Haus am Eichborndamm 84 kaufte er 1936, bis 1939 lebte er auch nachweislich dort, ebenso wie seine Tochter Frieda und ihr Ehemann Walter Antonius. Zwischen 1939 und 1943 kann Ludwig Sabats Wohnort nicht mehr belegt werden, in der Deportationsliste ist jedoch der Eichborndamm 84 als Adresse angegeben. Ludwig Sabat wurde am 28. Juni 1943 nach Auschwitz deportiert, wo für den November 1943 sein Tod vermerkt ist. |
|      | Hans Sachs           | Romanshorner Weg 68                                        |                           | 27. Nov. 2018 | |
|      | Wilhelm Scheller     | Eichborndamm 22                                            | 52.57009 13.31287         | 19. Nov. 2021 | Konstrukteur und Ingenieur; aktives Mitglied der KPD; untergetaucht bei seiner Schwiegermutter im Eichborndamm 22, wurde denunziert; Hingerichtet am 18. April 1945 mit 52 Jahren in Plötzensee |
|      | Pauline Schmidt      | Lengeder Straße 8 (ehem. Kolonie Giessland-Nordkap)        | 52.581667 13.346389       | 6. März 2009  | Geboren am 29. März 1888 in Neuhof bei Feldberg als Pauline Rosenberg; Gestorben am 13. Februar 1945 an den Folgen der Haft |
|      | Hermann Schulz       | Romanshorner Weg 58                                        |                           | 27. Nov. 2018 | Geboren am 10. September 1890 in Berlin; vermutlich 1909 Abitur am Gymnasium zum Grauen Kloster; Lehrerseminar in Oranienburg und seit 1913 Lehrer in Reinickendorf; verheiratet mit Ella Stephan, gründete mit ihr in Borgsdorf eine Abteilung der USPD, später aktiv in der Sozialistischen Arbeiterpartei; verlor seine berufliche Stellung mit der Machtübernahme der Nationalsozialisten; am 10. Oktober 1942 von der Gestapo verhaftet, inhaftiert im Strafgefängnis Spandau; Gestorben am 10. November 1942 durch Suizid im Polizeipräsidium |
|      | Gabriele Schwarz     | Hoppestraße 33                                             |                           | 24. Sep. 2016 | Geboren am 24. Januar 1924, am 17. Januar 1926 getauft, am 3. April 1938 evangelisch konfirmiert, deportiert am 4. März 1943 mit dem 34. Osttransport nach Auschwitz |
|      | Herta Schwarz        | Hoppestraße 33                                             |                           | 24. Sep. 2016 | trat am 3. Mai 1939 aus dem Judentum aus und ließ sich am 11. Juni 1939 evangelisch taufen, deportiert am 4. März 1943 mit dem 34. Osttransport nach Auschwitz |
|      | Richard Schwarz      | Hoppestraße 33                                             |                           | 24. Sep. 2016 | deportiert am 4. März 1943 mit dem 34. Osttransport nach Auschwitz |
|      | Charlotte Sommer     | Septimerstraße 44 (ehem. Kolonie Hoffnungstal Block 4 L32) | 52.565048 13.33961        | 22. Aug. 2006 | Geboren am 24. April 1922; Gestorben am 5. Mai 1944 in der Heil- und Pflegeanstalt Obrawalde |
|      | Luise Stanislaw      | Scharnweberstraße 72                                       | 52.568056 13.308611       | 5. Mai 2003   | Luise Stanislaw wurde am 23. September 1893 in Valdorf als Luise Bartelsmeier geboren. Sie war das dritte von sieben Kindern, besuchte die Volksschule und absolvierte eine Ausbildung zur Schneiderin. In Berlin eröffnete sie ein Kleidergeschäft. Am 26. Juni 1942 wurde sie vom zuständigen Amtsarzt des Gesundheitsamtes Reinickendorf in die Wittenauer Heilstätten eingewiesen. Sie war vorher durch „wirres Reden“ und „Schriftstücke mit blödem Inhalt“ aufgefallen. Der Aufnahmearzt stellte die Diagnose „Involutionspsychose (paranoide) mit hysterischen Zügen“. Luise Stanislaw forderte während ihres Aufenthalts in den Heilstätten immer wieder ihre Entlassung, behauptete, in Kontakt mit Frau Goebbels, Frau Mussolini und weiteren bekannten Persönlichkeiten zu stehen und war der Meinung, in ihr Bett ströme Gas. Am 22. September 1942 wurde sie, da es keine Veränderung in ihrem Zustand gegeben habe, zur Verlegung in die Heil- und Pflegeanstalt Obrawalde vorgeschlagen. Nach ihrer Ankunft dort am 2. Oktober 1942 gibt es für 16 Monate keinen nennenswerten Eintrag in ihre Krankenakte, für den 29. Januar 1944 wird ihr Tod als Folge von „Entkräftung bei Furunkulose“ vermerkt. Die Begleitumstände lassen jedoch darauf schließen, dass dieser Eintrag gefälscht wurde und sie tatsächlich mit einer Medikamentenüberdosis vergiftet wurde oder ihr gezielt Nahrung vorenthalten wurde. |
|      | Erna Teschner        | Antonienstraße 61                                          | 52.569444 13.311111       | 5. Mai 2003   | Erna Ida Teschner wurde am 15. Juni 1912 in Berlin als Erna Blank geboren. 1935 heiratete sie den gelernten Dreher Kurt Teschner, mit dem sie eine gesunde Tochter hatte. Erna Teschner eröffnete Ende 1941 einen Laden für Haushaltsartikel und Seife. Am 14. August 1942 wurde sie mit der Diagnose „Reaktive Depression“ in die Wittenauer Heilstätten aufgenommen. Sie beschrieb sich selbst als ängstliche Person und gab an, sich in der Kriegszeit überfordert zu fühlen. Sie war während ihres Aufenthalts in den Heilstätten ansprechbar und sich über ihre Situation bewusst, so dass sie nach einigen Wochen der Beobachtung am 10. Oktober 1942 nach Hause entlassen wurde. Am 22. April 1943 wurde sie in die Nervenklinik der Charité aufgenommen, dort wurde ihr eine „manisch-depressive Erkrankung“ attestiert. Im Zuge einer Elektroschocktherapie besserte sich der Zustand von Erna Teschner wieder und sie wurde am 15. Juni 1943 nach Hause entlassen. Kurze Zeit später, am 26. Juni 1943, wurde sie allerdings erneut in die Wittenauer Heilstätten aufgenommen, da sie wirr durcheinander gesprochen, Gegenstände zerschlagen habe und ziellos umhergeirrt war. In den Heilstätten wurde sie mehrfach isoliert, bekam Beruhigungsmittel und eine erneute Elektroschocktherapie. Kurzzeitig trat danach zwar eine Besserung ein, allerdings verschlechterte sich ihr Zustand danach wieder rapide, sie wurde erneut isoliert. Am 6. Dezember 1943 wurde sie in die Heil- und Pflegeanstalt Obrawalde verlegt, wo für den 22. Januar 1944 ihr Tod aufgrund einer Darmgrippe vermerkt ist. Da sich jedoch keine Anzeichen für solch eine Erkrankung vor ihrer Verlegung nach Obrawalde finden, muss davon ausgegangen werden, dass dieser Eintrag zur Täuschung der Angehörigen gefälscht wurde und sie tatsächlich mit einer Medikamentenüberdosis vergiftet wurde. |
|      | Karl Zierke          | Kienhorststraße 162                                        | 52.574722 13.313611       | 4. Mai 2004   | Karl Zierke wurde am 13. Februar 1872 geboren. Seine Patientenunterlagen aus den Wittenauer Heilstätten sind nicht mehr auffindbar, daher sind nur die Angaben aus den Aufnahmebüchern der Wittenauer Heilstätten und den Sterbebüchern der Heil- und Pflegeanstalt Obrawalde verfügbar. Er wurde am 31. August 1944 in der Heil- und Pflegeanstalt Obrawalde ermordet. |
|      | Hermann Zippert      | Luisenweg 10                                               | 52.575554 13.353333       | 22. Aug. 2006 | Geboren am 25. März 1889; Gestorben am 30. Oktober 1942, deportiert 1942 nach Theresienstadt |